# ガンゾ

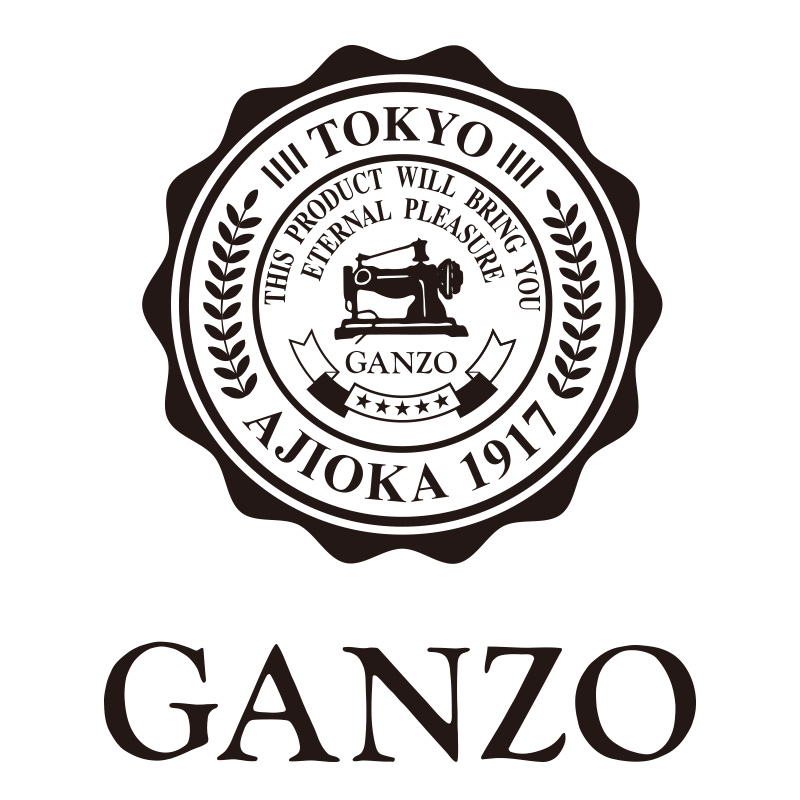
GANZOのロゴ

ガンゾ（英: GANZO）は、日本の皮革製品メーカーである株式会社AJIOKA.が運営するブランド。
コードバンやブライドルレザー、カーフ、エキゾチックレザーなどからなる革小物およびバッグを取り揃えている。

## 歴史
- 1917年 - 東京都中央区日本橋に味岡順太郎商店として設立。
- 1951年 - 会社の名称を株式会社味岡商店に変更。
- 1968年 - 東京都中央区日本橋浜町に本社社屋を建設移転。商号を株式会社味岡に変更。
- 1973年 - 商標D’ARGENTを登録。当社オリジナルブランドに指定。
- 1977年 - 東京都中央区日本橋蛎殻町に自社製造工場設立営業開始。
- 1984年 - 製造部門が株式会社マニファクトリーアジオカとして独立。
- 1999年 - GANZOブランドを立ち上げた。
- 2008年 - 表参道にGANZO本店オープン。
- 2010年 - 会社の名称を株式会社AJIOKA.に変更。

## 製品
GANZOの製品はシリーズによって使われている革が違っており、革製品にこだわっている。
使用している主な革とシリーズ

### コードバン2シリーズ[1]
国内のタンナーによって鞣された馬のお尻の革。コードバンは一頭の馬から少量しか取れず、非常に希少な革だが、更に原皮の段階から皮を選び抜き、表面が滑らかでシワ等がない部分が使用されている。
また、色付けは水染めという加工が施されており、同じくコードバンのタンナーとして有名なアメリカのホーウィン社のシェルコードバンと比較して、製品にした際の色ムラが少ない点が特徴。
しかし、水染めの欠点として、使用することにより色が抜けてきてしまい、原皮の色に近い茶色に近づいていく。
また、同じく欠点として、コードバン全般に言えることだが、水気に弱いという特徴があり、水分が付着することによって、革に水ぶくれができてしまうことがある。
この場合は、基本的にどうする事も出来ず、交換の時期かそれを我慢して使用することになる。
コードバンの長所としては、牛革と違い、耐久性に優れており、繊維層が非常に密なため財布を開く際の折り曲げに強く、その為シワ等が入りづらい点が特徴。
そのため、作りの良いものは長く使用することが可能であり、長く使うことによる艶の輝きなどの経年変化を存分に楽しむ事ができる。

### シェルコードバン2シリーズ[3]
前述の通り、アメリカのシカゴの老舗タンナーホーウィン社によるコードバン。
革好きにはシェルコードバンのマニアもいる程の伝説の皮革であり、特徴としては、油分を革に多く含んでいる為、使用していくことによって、色が徐々に濃くなっていくのと同時に、格段に素晴らしい艶の輝きといった経年変化を存分に楽しむ事ができる。
コードバン2で記述したような欠点はあるものの、こちらの革は傷がついたとしても、革自体に油分が豊富に含まれている為、指で擦るなどして傷部分に油分を染み渡らせることによって、色が濃くなり、傷が馴染むといった特徴がある。